# فاجاردو، پورتوریکو
فاجاردو (به انگلیسی: Fajardo) یک منطقهٔ مسکونی در ایالات متحده آمریکا است که در پورتوریکو واقع شده‌است.
 فاجاردو ۱۵۶٫۴۵ کیلومتر مربع مساحت و ۳۶٬۹۹۳ نفر جمعیت دارد.